# Fountain Valley
Fountain Valley é uma cidade localizada no estado americano da Califórnia, no Condado de Orange. Foi incorporada em 13 de junho de 1957.

## Geografia
De acordo com o United States Census Bureau, a cidade tem uma área de 23,4 km², onde 23,3 km² estão cobertos por terra e 0,1 km² por água.

### Localidades na vizinhança
O diagrama seguinte representa as localidades num raio de 16 km ao redor de Fountain Valley.

## Demografia
Segundo o censo nacional de 2010, a sua população é de 55 313 habitantes e sua densidade populacional é de 2 367,68 hab/km². Possui 19 164 residências, que resulta em uma densidade de 820,32 residências/km².